# Частные пороки, общественные добродетели
«Частные пороки, общественные добродетели» (итал. Vizi privati, pubbliche virtù) — итало-югославский художественный фильм 1976 года венгерского режиссёра Миклоша Янчо.
Премьера фильма состоялась 26 мая 1976 года.
Фильм был представлен в конкурсной программе Каннского кинофестиваля 1976 года.

## Сюжет
Сюжет фильма изображает свободную интерпретацию необъяснимого дела Майерлинга 1889 года — события, приведшие к убийству Рудольфа, кронпринца Австрии, и его любовницы, баронессы Марии Вечеры. Рудольф был единственным сыном австрийского императора Франца Иосифа I и императрицы Елизаветы (Сиси), наследником трона Австро-Венгерской империи. Тела 30-летнего эрцгерцога и 17-летней баронессы были обнаружены утром 30 января 1889 года в императорском охотничьем замке Майерлинг, в Венском Лесу, в 25 километрах к юго-западу от столицы.
Действие происходит в центральноевропейском государстве на рубеже веков. Юный наследник престола, уставший от своей жены, проводит время в любовных забавах в обширном загородном поместье.
Его отец, император, только что арестовал многих своих соратников-единомышленников, но пощадил сына, чтобы избежать скандала. Рудольф вынашивает план свержения отца с престола.
Он приглашает представителей самых влиятельных семей империи в охотничий замок Майерлинг на вечеринку. Спаивает гостей винами и шампанским, смешанными с наркотиками. Пока в саду играет венгерская музыкальная группа, молодые люди танцуют до упаду и практически полностью оголяются. Оргия продолжается всю ночь. Рудольф фотографирует сцены оргии и пытается шантажировать отца этими материалами, но получает отрицательный ответ императора. Тот отправляет в замок верного ему офицера с отрядом, который убивает наследника трона Австро-Венгерской империи и его возлюбленную. Официальное объяснение произошедшего состоит в том, что Рудольф сначала убил Софию, а затем и себя из любовных побуждений.

## В ролях
- Лайош Балажович — Рудольф, кронпринц Австрии
- Памела Виллорези — София
- Тереза Энн Савой — Мария фон Вечера, баронесса
- Лаура Бетти — Тереза
- Франко Бранчьяроли —  герцог
- Ивица Пайер — генерал
- Звонимир Чрнко
- Деметра Битенц
- Сюзанна Джавиколи
- Глория Пьедимонте
- Чиччолина — участница оргии

Фильм намеренно лишён точных исторических отсылок, хотя изображения императора представляют черты Франца Иосифа I Австрийского, и действие происходит в атмосфере между реальным и фантастическим.
Для многих критиков фильм является откровенно коммерческим и имеет явное сексуальное содержание, а для других является апологетом безнравственности и порочной жизни дворян.
В Италии фильм был дважды запрещён в прокате, а режиссёр и сценарист Джованна Гальярдо были осуждены в первой инстанции за непристойность и затем оправданы на последующих стадиях судебного разбирательства.